# Casteltermini
Casteltermini é uma comuna italiana da região da Sicília, província de Agrigento, com cerca de 8.773 habitantes. Estende-se por uma área de 99 km², tendo uma densidade populacional de 89 hab/km². Faz fronteira com Acquaviva Platani (CL), Aragona, Cammarata, Campofranco (CL), San Biagio Platani, Sant'Angelo Muxaro, Santo Stefano Quisquina, Sutera (CL).

## Demografia
| Variação demográfica do município entre 1861 e 2011                               |
|                                                                                   |
| Fonte: Istituto Nazionale di Statistica (ISTAT) - Elaboração gráfica da Wikipedia |